# 박효진 (축구인)
박효진(1972년 7월 22일 ~ )은 대한민국의 전 축구 선수이자 현 축구 지도자이다.
선수 시절 국민은행 축구단과 부천 SK, 천안 일화 천마의 선수로 활약했으며, 은퇴 이후 강릉시청 축구단의 수석코치와 충남 일화 천마여자축구단의 수석코치를 거쳐 2013년부터 강원 FC의 코치로 활동하였다.
이후 2014 시즌 도중 아르투르 베르나르지스 감독이 경질되자 강원 FC의 감독 대행을 맡았으며, 시즌이 끝난 뒤 팀의 감독으로 최윤겸이 내정되어 수석 코치로 임명되었다. 2017 시즌 도중 최윤겸이 사임하자 다시 한번 강원의 감독 대행직에 올랐다. 현재 부산 아이파크 로컬 스카우터로 활동하고 있다.